# Mladen Vojičić
Mladen Vojičić est un chanteur bosnien connu sous le nom de scène Tifa.

## Vie privée
Mladen Vojičić est né le 21 avril 1972 à Sarajevo (République fédérative socialiste de Yougoslavie|Yougoslavie, aujourd'hui en Bosnie-Herzégovine). Son père, Branko, était un orthodoxe de Bosnie et sa mère, Jelena, une catholique de Bosnie). Le surnom Tifa lui a été donné lorsqu'il avait 4 ans car il adorait les trains mais disait Ide lokomotifa (Le train arrive) car il avait des problèmes pour prononcer le phonème v.

## Carrière musicale

### Début de carrière
Mladen Vojičić débute dans la musique comme bassiste dans le groupe Prvi čin. Après à peine un mois, il le quitte pour rejoindre le groupe Kako Kad où il ne commence à chanter que lorsqu'un jour le chanteur principal ne se présente pas aux répétitions. Ce groupe s'est dissout par la suite et Tifa a rejoint le groupe Paradox en 1980. Pendant son service militaire, il reste en contact avec Zlatan Čehić, le bassiste de Paradox. Ils commencent à travailler sur des morceaux en s'envoyant des cassettes audio, par courrier postal :  Zlatan Čehić compose la musique alors que Tifa écrit les paroles. À son retour de l'armée, Tifa apprend que Paradox a été dissout et que Čehić a rejoint le groupe Top. Il a donc repris toutes ses paroles et cherché un nouveau groupe avec qui jouer, pour finalement se retrouver également dans Top. Ils collaborent ensemble jusqu'en janvier 1983.
Entre-temps, la rumeur s'est répandue à Sarajevo concernant les excellentes compétences vocales de Tifa, si bien que les gens ont commencé à lui proposer de rejoindre leurs groupes. Cela a conduit à des engagements dans quelques groupes, dont aucun n'a existé assez longtemps pour atteindre une quelconque notoriété. Il fut même un membre marginal du groupe Teška industrija, fraîchement réactivé, qui a utilisé ses paroles en 1984 pour enregistrer quelques morceaux sur leur album de retour Ponovo s vama ("Encore avec vous").

### Chanteur du groupe Bijelo Dugme
Au début de 1984, Goran Bregović a invité Mladen Vojičić à rejoindre Bijelo Dugme, le groupe le plus célèbre en Yougoslavie à cette époque, en remplacement de Željko Bebek qui a quitté le groupe après 14 ans avec celui-ci.
N'ayant que 24 ans, Tifa était mal préparé à la gloire instantanée dans laquelle il s'apprêtait à accéder. Pour rendre les choses encore plus difficiles, ses problèmes d'alcoolisme et de drogue ont continué à détériorer son caractère et sa motivation. Pendant la plupart des sessions d'enregistrement, Tifa était sous l'influence de drogues ou d'alcool. Malgré ces nombreux problèmes pendant les enregistrements et les concerts, Bregović était très satisfait de la qualité de la voix de Tifa.
Après avoir terminé l'album Bijelo Dugme, le groupe se lance dans ce qui s'avérera être une tournée extrêmement difficile. Tifa a du mal à faire face à la situation : la célébrité est venue pour lui rapidement, alors qu'il était jeune, la pression de chanter pour un groupe aussi renommé. Bregović et les autres membres du groupe - qui étaient tous plus âgés, plus matures et plus expérimentés que leur nouveau chanteur - exigeaient de la discipline et une approche professionnelle, mais n'obtenaient ni l'une ni l'autre. Pour faire face à la pression, Tifa s'est plongé encore plus profondément dans ses dépendances, le rendant pratiquement impossible à gérer. La dernière représentation de Tifa avec Bijelo dugme eut lieu à Moscou le 2 août 1985. En octobre 1985, Bregović en eut finalement assez et l'expulsa du groupe.

### Après Bijelo Dugme
Toujours en 1985, Mladen Vojičić a réussi à échapper à des poursuites pénales alors qu'il se trouvait impliqué dans une affaire de trafic de drogue, qui a vu une poignée de trafiquants être arrêtés. Depuis, beaucoup se sont interrogés sur les circonstances qui lui ont permis d'échapper à des poursuites pénales : l'histoire non officielle - largement diffusée - affirme que Tifa a accepté un accord avec la police selon lequel il lui fournissait les informations qu'elle souhaitait sur ses fournisseurs en échange de l'effacement des accusations.
Le retour sur le plan musical s'est effectué à l'occasion d'un duo avec Željko Bebek, autre ancien chanteur de Bijelo dugme : ils ont chanté sur un morceau intitulé "Široko nam toplo polje glamočko". Les deux chanteurs sont partis en tournée, mais prouvant une fois de plus son instabilité, Tifa a démissionné en plein milieu, estimant que de toute façon, ce n'était pas très réussi.
À l'automne 1986, il rejoint finalement Vatreni poljubac de Milić Vukašinović en enregistrant avec eux un album 100% Rock'n'roll.
Après avoir échoué à s'y installer également, Tifa a rejoint le groupe Divlje jagode, exauçant le souhait de Sead Lipovača de remplacer Alen Islamović par quelqu'un du « clan de Bregović » pour se venger du départ d'Alen Islamović vers Bijelo dugme. Tifa a participé aux enregistrements de leur album intitulé Konji et a contribué au morceau "Zauvijek tvoj". Après avoir réalisé un album avec Divlje Jagode, il quitte le groupe en 1988.